# Isophya acuminata
Isophya acuminata je vrsta insekata koju je opisao Bruner fon Vatenvil 1878. Isophya acuminata je uključena u rod Isophya i porodicu Tettigoniidae. Nijedna podvrsta nije navedena u Katalogu života.